# Santa Calamidad
Santa Calamidad is het 26ste stripalbum uit de reeks Marsupilami. Het verhaal werd geschreven door Stéphan Colman en getekend door Batem. Het album werd in 2012 uitgegeven door Marsu Productions.
De auteurs creëerden in dit album verder hun eigen mythologie van personages, vermengd met het bestaande universum van André Franquin.

## Verhaal
Tijdens het spelen met de Marsupilami en zijn drie jongen ontdekt Hector het wrak van een galjoen van conquistadores: de Santa Calamidad. In het schip vindt hij een boek. Hij schrikt wanneer hij daarin een tekening ziet van zichzelf en de vier Marsupilami's. Plots is er een fel licht en lawaai en raken de vijf buiten bewustzijn.
Als ze wakker worden, zitten ze in 1575. Het galjoen is plots geen wrak meer, maar een nieuw schip. Op het dek bevinden zich Spaanse kolonisten, waar Hector en de Marsupilami's het mee aan de stok krijgen. Ze ontvluchten het schip en rennen de jungle in. Hector beseft nog niet dat hij in een andere tijd zit en gaat op zoek naar zijn tante en het nest van de Marsupilami's. Ze vinden de plek echter niet terug. Ineens horen ze een meisje gillen. Hector ziet dat enkele conquistadores een indiaans meisje hebben gevangengenomen, maar hij vermoedt dat het filmopnames zijn. Als de Spanjaarden de jongen en de Marsupilami's te zien krijgen, krijgen ze het ook met hen aan de stok. De Marsupilami's zorgen ervoor dat de Spanjaarden afdruipen. Het indiaanse meisje vlucht weg.
Terwijl de kapitein van het galjoen Hector en de Marsupilami's in zijn scheepsjournaal tekent, wordt Hector gevangengenomen door indianen. Het indiaanse meisje, dat Chahutaprinses Liifsnoetjeh blijkt te zijn, snelt haar bevrijders te hulp en begeleidt hen naar haar dorp. Daar wordt een groot feest ter ere van Hector georganiseerd. Na afloop krijgt Hector van Liifsnoetjeh een ketting. Daarna wordt hij aangesproken door de dorpstovenaar Steihveharrekh (bekend uit eerdere verhalen Witte magie en Viva Palombia!), die hem vertelt dat hij in een andere eeuw is beland via een tijdpoort. Om terug te keren, moet hij het boek waarin hij staat getekend vernietigen; dan kan hij het in een latere periode ook niet terugvinden en is het tijdreizen verbroken. Steihveharrekh maakt ook duidelijk dat de wereld in 2012 zal vergaan als de Spanjaarden geen schat vinden en daardoor niet kunnen terugkeren naar huis.
Hector geraakt met behulp van de indianen en de Marsupilami aan boord van het galjoen en kan het boek bemachtigen. Hector maakt een van de bemanningsleden duidelijk dat de Spanjaarden het indianengebied moeten verlaten. De Spanjaard maakt duidelijk dat dat niet kan zonder schat. Hector denkt plots aan zijn videocamera, die hij cadeau doet. Het kleinood met een lcd-schermpje wordt als een ware schat onthaald. De Spanjaarden vertrekken tevreden huiswaarts, op een na: scheepskok Casimiro Bombonera y Caramelos blijft vrijwillig achter. Een van zijn illustere nakomelingen wordt kapitein Bombonera, een oude bekende van de Marsupilami's en kapitein van een eigentijdser schip met de naam Santa Calamidad.
Intussen zijn wat apen beginnen te spelen met het scheepsjournaal. Zij scheuren al spelend het blad uit het boek waarop Hector en de Marsupilami's staan en eten het op. Dat volstaat: Hector en de vier Marsupilami's komen weer in hun eigen tijd terecht, alsof er niets gebeurd is. Alleen het verlies van de videocamera en het geschenk van de verdrietige Liifsnoetjeh doen herinneren aan zijn avontuur.